# Góry Sudawskie

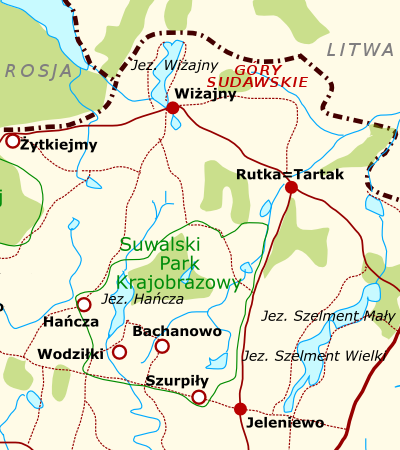
Góry Sudawskie na mapie północnej Suwalszczyzny

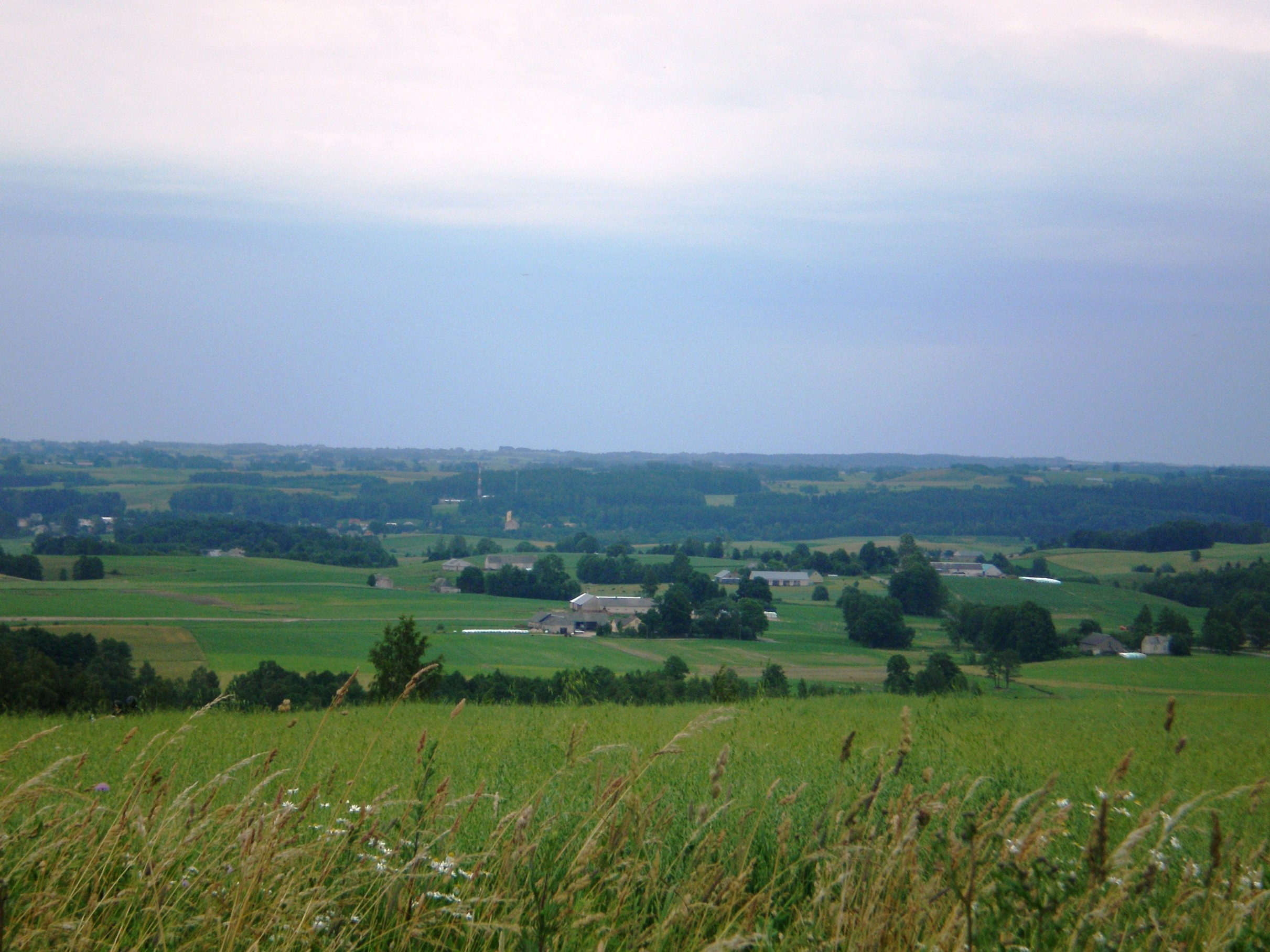
Okolice wsi Kamionka

Góry Sudawskie – wysoczyzna morenowa położona w gminach Wiżajny i Rutka-Tartak w pow. suwalskim przy granicy z Litwą.
Góry Sudawskie leżą w północnej części mikroregionu Garb Wiżajn, wchodzącego w skład mezoregionu Pojezierze Wschodniosuwalskie w makroregionie Pojezierze Litewskie. Nazwa Góry Sudawskie pochodzi od określenia Sudowowie, będącego jedną z nazw plemienia Jaćwingów, zamieszkujących obszar dzisiejszej Suwalszczyzny w średniowieczu. W okolicach wsi Sudawskie na wzniesieniu Gulberek znajduje się grodzisko tego plemienia.
Miejscowości leżące w obrębie Gór Sudawskich to m.in.: Ejszeryszki, Krejwiany, Laskowskie, Maszutkinie, Sudawskie, Wiłkupie, Wysokie.
Młodoglacjalny krajobraz Gór Sudawskich jest urozmaicony. Tworzą go polodowcowe formy terenu, takie jak wzgórza morenowe, kemy, wąwozy i jary. Na obszarze wysoczyzny znajdują się liczne jeziora, rzeczki, strumienie i bagna. Teren jest w dużym stopniu porośnięty lasem. Najwyższym wzniesieniem na morenie jest Góra Prusaka (250 m n.p.m.). Przepływająca przez region rzeczka Wigra, wraz z wpadającymi do niej strumieniami, należy do zlewiska Szeszupy. Większe jeziora to: Cegielnia, Graużyny, Kuprelek, Jesieryń, Prudel, Staneluszki, Jezioro Sudawskie, Ślepak, Jezior Wysokie.
Obszar ma najwięcej cech klimatu kontynentalnego na obszarze Niżu Polskiego (najwięcej dni z przymrozkami, najdłuższe zaleganie pokrywy śnieżnej). Z tego powodu bywa nazywany polskim biegunem zimna.
W obrębie Gór Sudawskich leży specjalny obszar ochrony siedlisk Torfowiska Gór Sudawskich, będący częścią sieci Natura 2000.
Przez Góry Sudawskie przebiega żółty szlak rowerowy W Góry Sudawskie o długości 16,5 km (Wiżajny – Sudawskie – Maszutkinie – Makowszczyzna – Kamionka – Marianka – Wiżajny) oraz zielony szlak pieszy Wiżajny-Budzisko.